# Luis Merlo
Luis María Larrañaga Merlo (Madrid, 13 giugno 1966) è un attore spagnolo.
È conosciuto principalmente per la partecipazione alla serie televisiva El internado.

## Filmografia

### Cinema
- Hay que deshacer la casa, regia di José Luis García Sánchez (1986)
- La senyora, regia di Jordi Cadena (1987)
- ¡Por fin solos!, regia di Antonio del Real (1994)
- Créeme, estoy muerto, regia di Pedro Fresneda e Curro Novallas - cortometraggio (1998)

### Televisione
- Goya, regia di José Ramón Larraz – miniserie TV (1985)
- Como Pedro por su casa – serie TV, episodio 1x02 (1985)
- Turno de oficio – serie TV, episodio 1x15 (1987)
- El olivar de Atocha – serie TV, episodi 1x23-1x25 (1989)
- Séptimo cielo - serie TV, episodio 1x07 (1989)
- Los ochenta son nuestros, regia di Manuel Aguado – film TV (1989)
- Muerte a destiempo – serie TV, 4 episodi (1990)
- Habitación 503 – serie TV, episodio 1x32 (1994)
- Vecinos – serie TV, 20 episodi (1994)
- Encantada de la vida – serie TV, 1 episodio (1994)
- Compuesta y sin novio – serie TV, 13 episodi (1994)
- A su servicio – serie TV, episodio 1x04 (1995)
- Los ladrones van a la oficina – serie TV, episodio 3x23 (1995)
- ¡Aquí hay negocio! – serie TV, episodio 1x27 (1995)
- Función de noche – serie TV, 1 episodio (1996)
- Canguros – serie TV, 51 episodi (1994-1997)
- La casa de los líos – serie TV, 4 episodi (1997)
- Señor Alcalde – serie TV, 18 episodi (1998)
- Una de dos – serie TV, 19 episodi (1998-1999)
- Paraíso – serie TV, episodio 2x07 (2001)
- Abierto 24 horas – serie TV, 32 episodi (2000-2001)
- 7 vidas – serie TV, episodio 5x05 (2002)
- Hospital Central – serie TV, episodio 6x06 (2003)
- London Street – serie TV, 4 episodi (2003)
- Aquí no hay quien viva – serie TV, 91 episodi (2003-2006)
- Lo que surja – serie TV, 2 episodi (2008-2009)
- El internado – serie TV, 52 episodi (2007-2010)
- Machos Alfa – serie TV, episodio 1x03 (2022)
- La que se avecina – serie TV, 64 episodi (2016-2023)

## Teatro
| Anno      | Obra de teatro                    |
| 1985      | Salomé                            |
| 1986      | La última luna menguante          |
| 1987      | Séneca, o el beneficio de la duda |
| 1988      | Los 80 son nuestros               |
| 1989      | Bajarse al moro                   |
| 1990      | El baile de los ardientes         |
| 1990      | Don Juan Tenorio                  |
| 1991      | 321, 322                          |
| 1992      | Tres sombreros de copa            |
| 1995      | Calígula                          |
| 1997      | El visitante                      |
| 1999      | La última aventura                |
| 2000      | Las amistades peligrosas          |
| 2001      | Te quiero muñeca                  |
| 2002      | El águila y la liebla             |
| 2003      | Después de la lluvia              |
| 2004      | Excusas                           |
| 2005-2007 | Gorda                             |
| 2008-2009 | Arte                              |
| 2010-2012 | Tócala otra vez, Sam              |
| 2013      | Deseo                             |
| 2013      | El crédito                        |